# 丸山嘉代
丸山 嘉代（まるやま かよ）は、日本の検察官。

## 人物
東京大学法学部を卒業後、1997年検察官任官。
東京高等検察庁検事・東京地方検察庁検事、横浜地方検察庁検事、法務省大臣官房司法法制課長、秘書課長、司法研修所上席教官、東京高等検察庁公判部長等を経て、2025年山口地方検察庁検事正。